# Trapper Creek Wilderness
Die Trapper Creek Wilderness a ist ein Wildnisgebiet mit einer Fläche von 5.969 Acres (2.416 ha) im Gifford Pinchot National Forest im Süden des US-Bundesstaates Washington. Das Gebiet bedeckt nahezu das gesamte Einzugsgebiet des Trapper Creek und ist das einzige Laichgebiet anadromer Fische im Einzugsgebiet des Wind River. Das Gelände ist sehr steil und zerklüftet und enthält viele Bäche und Wasserfälle, von denen einer etwa 100 ft (30 m) hoch ist. Die Trapper Creek Wilderness ist außerdem eines der wenigen mit Tieflands-Primärwald bestandenen Gebiete im südlichen Washington von nennenswerter Größe. Der nächstgelegene Ort ist Stabler, ein Vorort von Carson.

## Fauna
Zu den Tierarten im Wildnisgebiet gehört der Roosevelt-Wapiti, der im Winter und Frühjahr oft an trockenen Bachläufen beobachtet werden kann, während er im Sommer und Herbst in den höheren Lagen nahe dem Ridge Trail, gerade unterhalb des Observation Peak (4.207 ft (1.282 m)) verweilt. Fleckenkäuze bewohnen die Wildnis ebenso wie Streifenkäuze, Helmspechte und Habichte und Sperber. Weitere verbreitete Tierarten sind Schwarzwedelhirsch und Schwarzbär. Pumas, Luchse und Baummarder sind gelegentlich zu sehen.

## Wandern
Es gibt viele relativ beliebte und gut unterhaltene Wanderwege im Wildnisgebiet. Die Trails #132, #132A, #133 und ein kurzer Abschnitt des Trails #192 wurden durch den United States Forest Service eingerichtet; sie werden in jedem Jahr gepflegt. Alle anderen Wanderwege im Gebiet sind von der gemeinnützigen Organisation The Mazamas mit Hauptsitz in Portland (Oregon) eingerichtet und unterhalten. Diese Wanderwege sind als rustikal klassifiziert, steil und gelegentlich schwer zu verfolgen. Die Spitze des Observation Peak bietet Panoramasichten auf Mount Hood, Mount Adams, Mount Rainier, Mount Jefferson und die Goat Rocks.